# Courtefontaine, Doubs
Courtefontaine là một xã của tỉnh Doubs, thuộc vùng Bourgogne-Franche-Comté, miền đông nước Pháp.